# L'Aqueduc de Marly
L'Aqueduc de Marly est un tableau d'Alfred Sisley de 1874. Acheté par Paul Durand-Ruel à Sisley deux ans plus tard, il passa dans la collection de Edward Libbey (en) qui en fit don au musée d'art de Toledo aux  États-Unis où il se trouve actuellement. Peint à Louveciennes, il est reproduit sur le lieu de sa création sur un parcours du Pays des Impressionnistes.

## Contexte

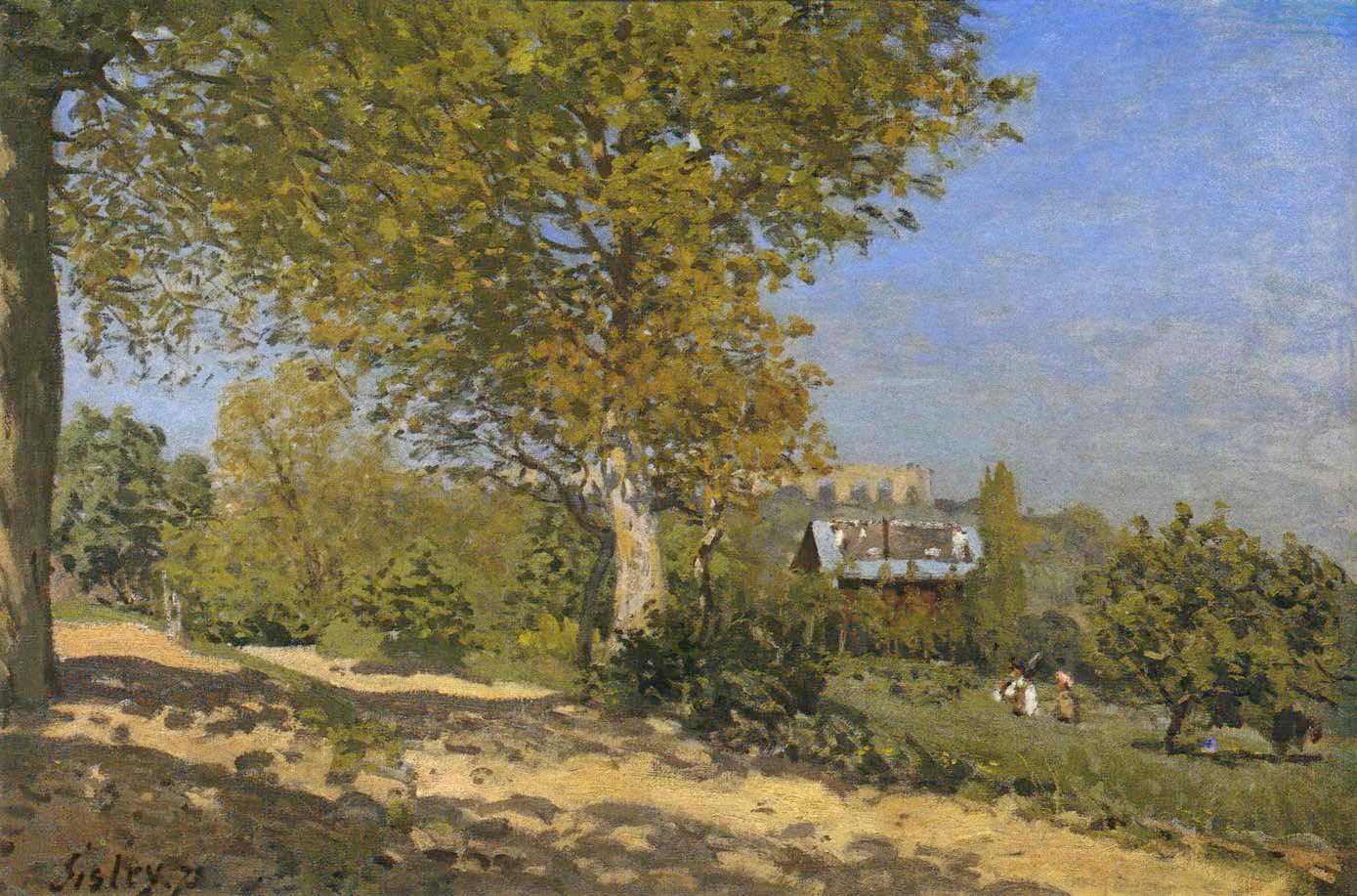
Environs de Louveciennes, 1872, par Sisley

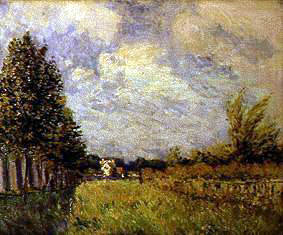
Le Chemin des aqueducs par Sisley

Sisley de nationalité anglaise ne pouvait participer à la guerre franco-allemande de 1870. Au début de l'occupation prussienne,  fuyant le siège de Paris, Sisley fit un premier séjour à Louveciennes à l'automne 1870, y peignant notamment Premières neiges à Louveciennes représentant la rue de Voisins, près de la maison de la mère de Renoir, dans le hameau où se situe son atelier, ainsi qu'une série de tableaux représentant le haut de la côte du Cœur-Volant. Au printemps 1871, il revient habiter à Louveciennes, 2 rue de La Princesse. Il découvre son atelier saccagé par les Prussiens, raison pour laquelle peu de toiles antérieures à 1871 nous sont parvenues. À Louveciennes où il habita jusqu'à l'hiver 1874-75, il peignit de nombreux paysages sous la neige teintée de reflets roses, jaunes ou bleus. 
L'aqueduc de Marly fut construit sur les plans d'Arnold de Ville, par Jules Hardouin-Mansart assisté de Robert de Cotte sous la direction de Louvois de 1681 à 1684 pour surélever de 134 m l'eau depuis la Seine où elle était pompée par la machine de Marly, construite à la même époque. Elle était ensuite acheminée jusqu'à la route de Marly, pour emprunter ensuite un parcours souterrain et remplir les réservoirs des coteaux de Louveciennes qui alimentaient les bassins et fontaines de Marly et  Versailles. L'aqueduc comporte 36 arches et mesure 643 m de long. Composé pour le gros œuvre en moellons de meulières et pour le chaînage et les voûtes en pierre de taille, il est en légère pente d'est en ouest et bordé de deux tours massives. La tour du Levant, baptisée Tour de la Machine, culmine à 23 m au dessus du sol tandis que la tour du Couchant nommée Petite Tour, n'atteint que 12 m de haut. L'inclinaison permettait à l'eau d'atteindre les réservoirs de Louveciennes et de Marly. L'aqueduc cessa de fonctionner en 1866, tandis que l'ancien bâtiment de la Machine avait été remplacé par la pompe de Dufrayer, représenté sur au moins 8 tableaux de Sisley. Le parc de Marly et l'aqueduc apparaissaient comme des ruines, en dépit du rôle stratégique de ce dernier édifice lors de la guerre de 1870, les Prussiens ayant installé une batterie d'artillerie à l’extrémité est de l'aqueduc sur la tour du Levant (à droite sur le tableau de Sisley), ce qui en accru la fréquentation touristique.
Sur de premières toiles de Renoir, Monet et Pissarro, l'aqueduc y est figuré enjambant les collines au loin, tel un élément du décor, rappelant le passé royal de la région. 
Sisley peignit l'aqueduc sous trois angles distincts (D. 49, D. 133 et D. 213).
En 1872, il peint une 1re fois l'aqueduc dans Environs de Louveciennes (D. 49), une toile proche de Printemps à Louveciennes (1868-1869, National Gallery, Londres) de Camille Pissarro et de la photo d'Henri Bevan de 1870 L'Aqueduc de Louveciennes.
Il a été suggéré que L'Aqueduc de Marly était le tableau exposé à la deuxième exposition des impressionnistes sous le titre  Le Chemin des Aqueducs. La même source propose qu'alternativement Au pied de l'aqueduc de Louveciennes au Musée Oskar Reinhart « Am Römerholz » est le tableau qui fut exposé. MaryAnne Stevens (en) réfute cette hypothèse, car ce dernier tableau peint en été 1876 n'a pu être réalisé qu'après l'exposition, et suggère que Environs de Louveciennes (1872) qui appartenait également à Durand-Ruel est le tableau exposé rue Le Peletier en avril 1876.

## Description
C’est une huile sur toile qui mesure 54 × 81 cm. Elle représente l'aqueduc de Louveciennes à une période estivale ou automnale. 
Sisley a choisi un angle radical pour peindre l'aqueduc, posant son chevalet au pied de la construction sur la route de Versailles, à 10 minutes de marche de sa demeure.
Il représente l'aqueduc vu d'en bas, avec ses arches qui fuient, sous un ciel d'un bleu intense, en une diagonale spectaculaire, se perdant dans les arbres à gauche de la composition, évoquant l'histoire passé de la construction. Un soldat isolé passe dans les ombres du soir. Il le dépeint comme s'il venait de le découvrir. 
Le contraste entre le bleu brillant et l'ocre rosé, qu'équilibre le feuillage sombre des arbres renforcent l'impression de splendeur du bâtiment avec ses "belles arcades qui donnent à ce paysage un grand air italien", de même que l'abandon qui le caractérise, aux portes d'un village animé.   

## Reproduction sur un parcours du Pays des Impressionnistes
Une reproduction du tableau grandeur réelle est exposée depuis les années 1990 près de l'endroit de sa création, le long d'un parcours du Pays des Impressionnistes.

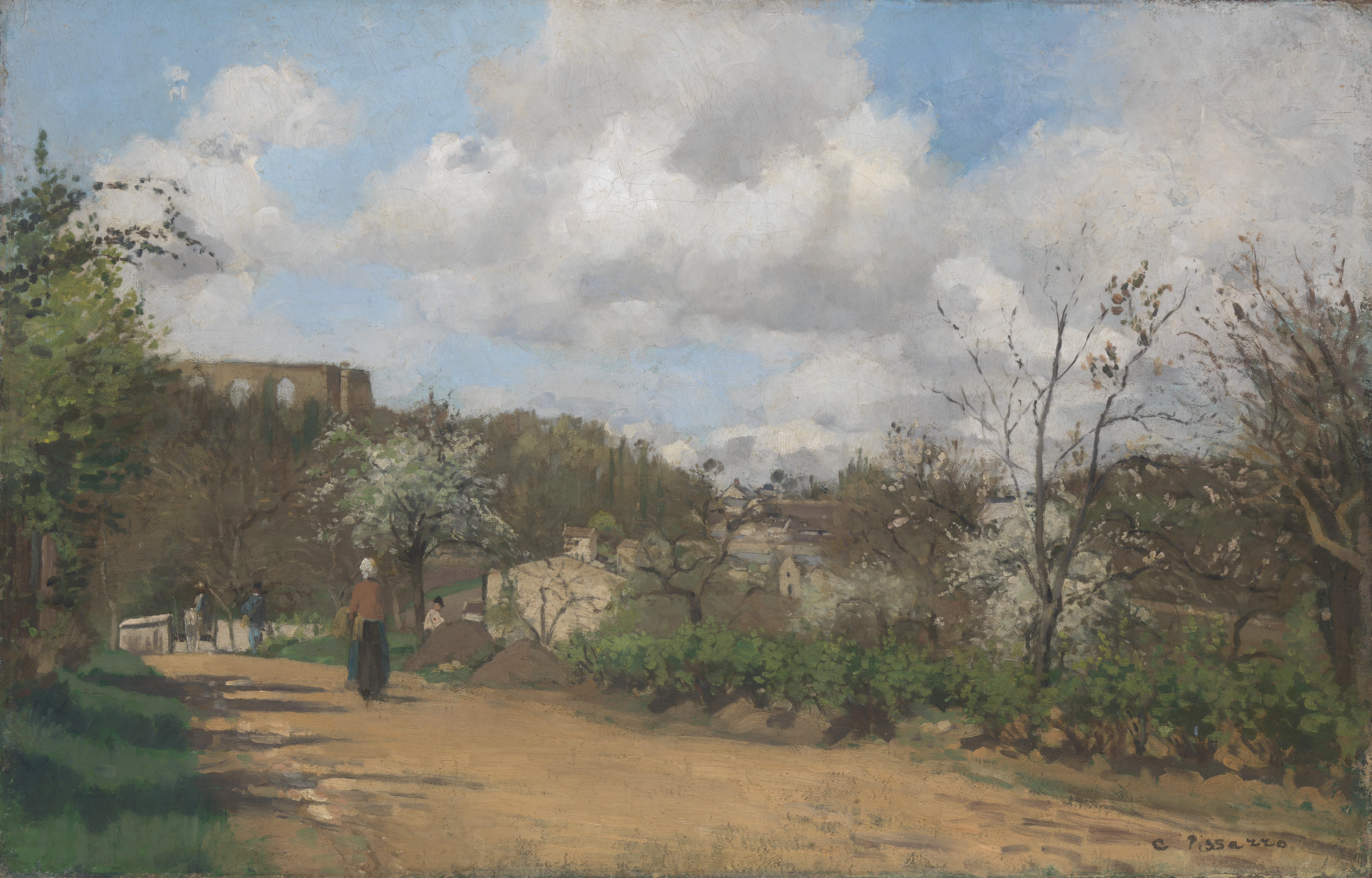
Vue de Louveciennes par Camille Pissarro, 1870, National Gallery, Londres

## Origine[7]
- Paul Durand-Ruel l'acheta à Sisley en 1876
- Alexander Reid et Lefevre, Londres
- Edward Drummond Libbey (en) ; USA
- Don au musée d'art de Toledo.